# السحالة (قارة)

تعديل مصدري - تعديل

السحالة هي إحدى قرى عزلة قارة بمديرية قارة التابعة لمحافظة حجة، بلغ تعداد سكانها 610 نسمة حسب تعداد اليمن لعام 2004.